# Абрамовка (Алтайский край)
Абрамовка — упразднённый поселок в Змеиногорском районе Алтайского края. Входил в состав Карамышевского сельсовета. Исключен из учётных данных в 1987 году.

## География
Располагался на реке Берёзовка (приток Алея), в 4 км северо-западу от посёлка Воронеж.

## История
Основан в 1923 году. В 1928 году посёлок Абрамовский состоял из 57 хозяйств. В административном отношении входило в состав Корболихского сельсовета Змеиногорского района Рубцовского округа Сибирского края.
Решением Алтайского краевого исполнительного комитета от 31.12.1987 года № 460 посёлок исключен из учётных данных.

## Население
В 1926 г. в поселке проживало 328 человек (165 мужчин и 163 женщины), основное население — украинцы.